# جوایز فوتوگراماس سیمین
جوایز فتوگراماس سیمین (نقره‌ای) (اسپانیایی: Premios Fotogramas de Plata‎) نام جایزه‌ای است که همه‌ساله توسط مجلهٔ سینمایی «فتوگراماس» به هنرمندان تئاتر، تلویزیون و سینمای اسپانیا و کشورهای دیگر اهدا می‌شود.
نخستین مراسم اهدای این جوایز در تاریخ ۵ فوریه ۱۹۵۱ میلادی در شهر بارسلون و با عنوان «جوایز سن‌خوان بوسکو» انجام پذیرفت و به محصولات سینمایی سال ۱۹۵۰ میلادی اسپانیا اهدا شد و از همان ابتدا، اهمیت و جایگاه ممتازی در صنعت تئاتر و سینمای اسپانیا پیدا کرد.
طی ۶۵ سال گذشته نحوهٔ انتخاب نامزدهای دریافت این جایزه و همچنین شاخه‌های گوناگونی که جوایز به آنها تعلق می‌گیرد، تغییرات فراوانی کرده‌است. به عنوان مثال، تا سال ۱۹۸۲، این جوایز، تمایزی برای هنرمندان زن و مرد قائل نمی‌شد.
از سال ۲۰۱۲ میلادی، «جایزه زرین برنامه‌های تلویزیونی»، در این جوایز ادغام شد.

## شاخه‌های کنونی جایزه
- جایزهٔ فتوگراماس سیمین برای «یک عمر فعالیت هنری»
- جایزهٔ فتوگراماس سیمین برای «بهترین فیلم اسپانیایی»
- جایزهٔ فتوگراماس سیمین برای «بهترین فیلم خارجی»
- جایزهٔ فتوگراماس سیمین برای «بهترین هنرپیشه زن سینما»
- جایزهٔ فتوگراماس سیمین برای «بهترین هنرپیشه مرد سینما»
- جایزهٔ فتوگراماس سیمین برای «بهترین هنرپیشه زن تلویزیون»
- جایزهٔ فتوگراماس سیمین برای «بهترین هنرپیشه مرد تلویزیون»
- جایزهٔ فتوگراماس سیمین برای «بهترین هنرپیشه زن تئاتر»
- جایزهٔ فتوگراماس سیمین برای «بهترین هنرپیشه مرد تئاتر»

## جوایز پیشین
- جایزهٔ فتوگراماس سیمین برای «بهترین هنرپیشهٔ اسپانیا» (۱۹۸۱–۱۹۵۰)
- جایزهٔ فتوگراماس سیمین برای «بهترین هنرپیشهٔ خارجی» (۱۹۸۱–۱۹۵۹)
- جایزهٔ فتوگراماس سیمین برای «بهترین هنرپیشهٔ تلویزیونی» (۱۹۸۹–۱۹۶۵)
- جایزهٔ فتوگراماس سیمین برای «بهترین اثر نمایشی (تئاتر)» (۱۹۹۵–۱۹۷۲)
- جایزهٔ فتوگراماس سیمین برای «بهترین اثر موسیقی» (۱۹۸۱–۱۹۷۰)